# جوش فيلي
جوش فيلي (بالإنجليزية: Josh Willie)‏ هو سياسي أسترالي، ولد في 14 يناير 1984 في لاونسستون في أستراليا. حزبياً، نشط في حزب العمال الأسترالي. وقد انتخب عضو المجلس التشريعي التاسماني ‏ عن دائرة Electoral division of Elwick ‏ (7 مايو 2016 – ).